# 片眼鏡

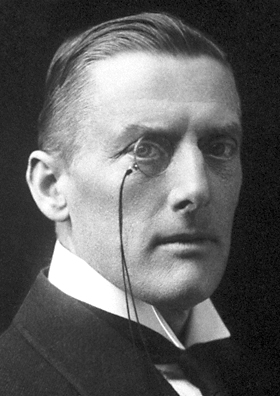
右目に着用（オースティン・チェンバレン）

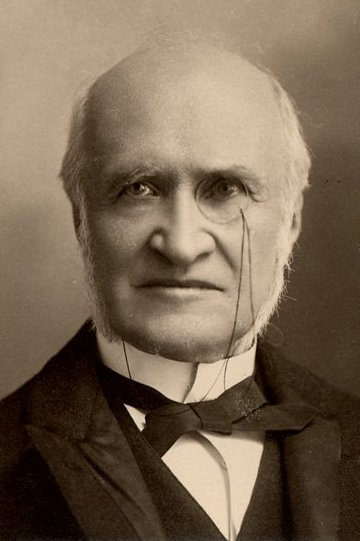
左目に着用(ルイ・ナポレオン・カソール)

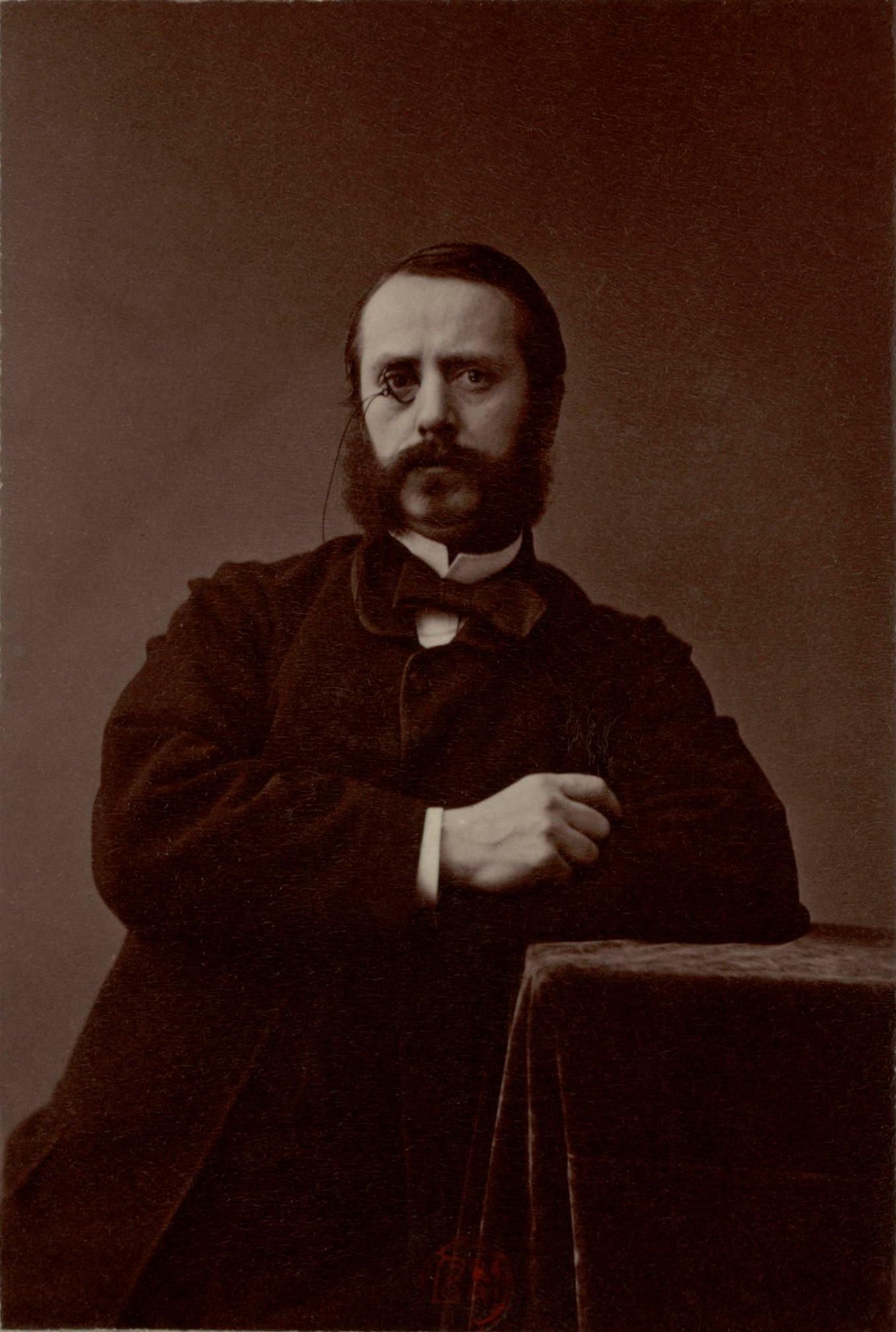
着色フレーム（アルフレッド・ダルジュー）ナダール撮影

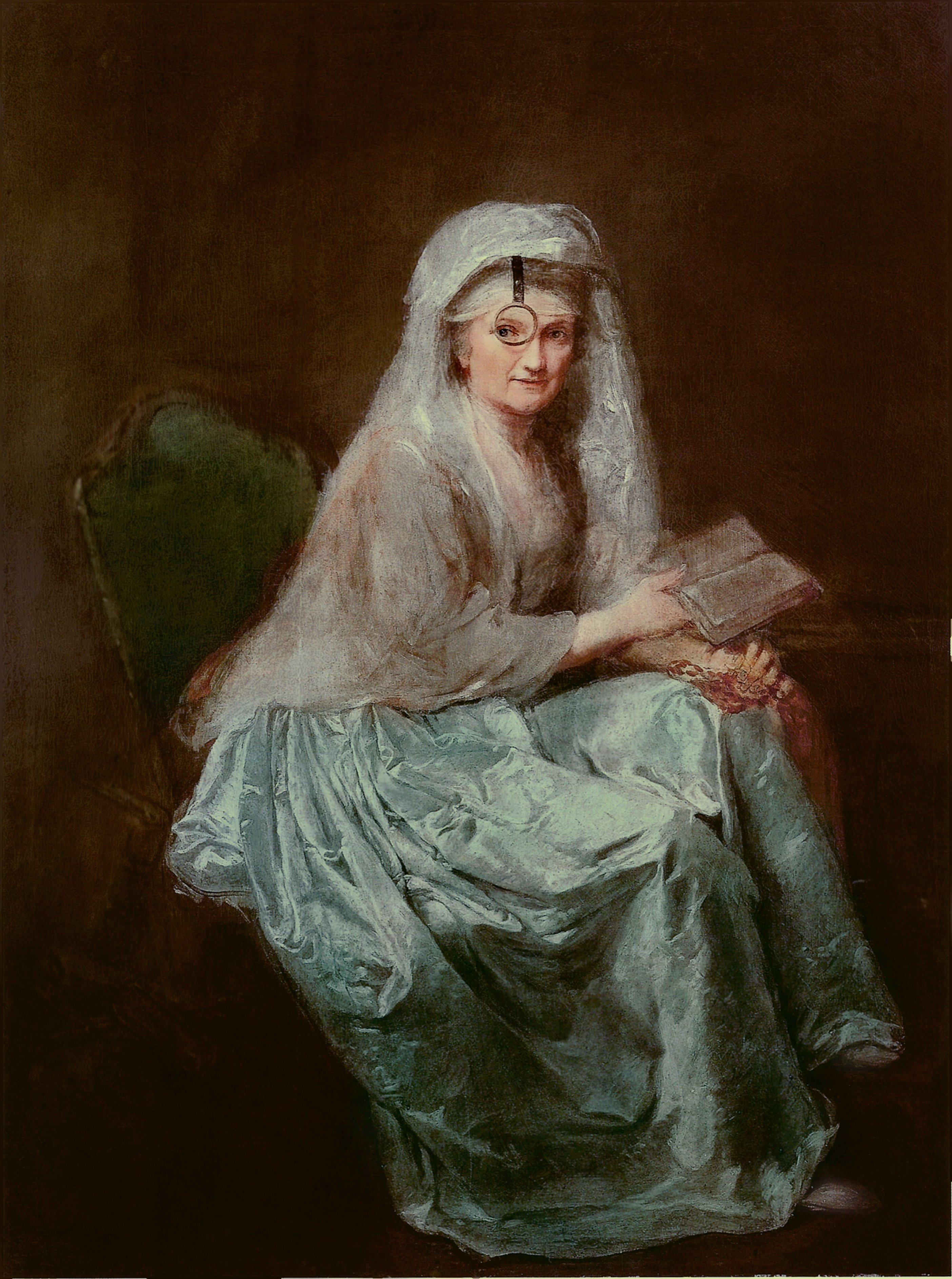
吊るすタイプ

片眼鏡（かためがね）とは、片目での使用を前提とした単一レンズの眼鏡である。モノクル（英: monocle）とも呼ばれる。
耳にかけない点と落下防止の紐や鎖をつけることがある点は鼻眼鏡と共通するが、両目にかけずに片目にかける点が異なる。
本項では、片眼鏡と対比して、一般的な両目にかける眼鏡を両眼鏡と呼ぶ。
現代では世界にみても常用する者は少ない。

## 概要
片眼鏡はそれまでにも幾度か流行と衰退を繰り返したが、19世紀末の流行期には眉骨と頬骨とで挟むことにより手で支えたりせずに掛けられるようになり、形は殆ど丸型ばかりになった。落下に備えた安全策として、鎖や紐に結び付けて首に吊すようになった。鎖などを付けても片眼鏡が外れること自体は防げないが、外れたあとの破損や紛失を防ぐことができる。現在販売されている片眼鏡にはブリッジと片側のみのテンプルをもつものもあるが、演劇関係者向けに眼鏡の時代考証の資料として各時代ごとの眼鏡の図版を載せた『メガネの文化史』にはそうした片眼鏡は見られない。
片眼鏡には縁なしのものもあるが、金属フレームに金属製の脚を張り出させることで、かけやすくしているものが多い。縁なしのものは今日の眼鏡を見慣れた者から見れば一枚のむき出しのレンズだが、眉骨と頬骨の間にはめやすい大きさに加工され、時に滑り止めの溝が刻まれていた。フレームに紐や鎖を通す輪がつけられるか、縁なしならばレンズに小穴が空けられるかしており、そこに環状の紐や鎖を通し、首から下げることで外れたときや外したときの破損や紛失を防いだ。19世紀末から20世紀前半の男性肖像写真には、片眼鏡や鼻眼鏡を首から下げているものが多く見られる。腹部、懐中時計の鎖の上辺りに眼鏡が写っているのがそうである。この眉骨と頬骨の間にはめ込む方式は、コーカソイドのような彫りの深い顔を想定したものであるため、モンゴロイドに比較的多い平面的な顔面ではかけることが難しい。
裸眼で遠くを鮮明に見られる正視の者が老眼になった場合、適切な度数の片眼鏡をかければ、裸眼の側の眼で遠くを、片眼鏡をかけた側の眼で近くを見ることにより遠近両用レンズを使わずに遠くから近くまで見ることができる利点もあった。片目で遠くを、片目で近くを見ることで遠近両用レンズを不要とするのは、今日でもコンタクトレンズやレーシック手術で、あるいは眼鏡でモノビジョンと称して行われることのある方法である。遠近両用レンズと違って、上目使いで遠くを、下目使いで近くを見る視線の使い分けをしなくてよく、見え方のゆがみも少ない一方で、両目で同時に鮮明に見ることができないため遠近感や見え方の清明さに劣り、人によっては慣れないという欠点もある。
片眼鏡は、視力矯正器具としてより、貴族階級の真似をして優美を装うための流行品として使用者から好まれた。一方、眼鏡商人からは、流行するたびに必ずといってよいほど嫌われた。1824年に眼鏡に関する本を著したライプツィヒの眼鏡商も例外ではなく、片眼鏡を両目の視力のバランスを狂わすものとして批判した。同年ロンドンのキッチナー博士は片眼鏡を有害な玩具と呼び、それを使っていると2～3年も経たぬうちに片眼または両眼の視力を不完全にしてしまうとした。1833年にロンドンの眼鏡商 J. T. ハドソンも、両眼鏡が片眼鏡を急速に置き換えつつあるとし、その理由を
- 隻眼の者より両目のある者のほうがよく見えるように、眼鏡も片眼鏡より両眼鏡の方がよく見える。
- 片眼鏡はどちらか決まった目にばかりかける癖になりがちなので、かけていない側の目を弱くしてしまう恐れがある。
- 両眼鏡のほうが長時間、楽に見ることができる。
- 両眼鏡は鼻を挟みこむようにすることで両手を自由にできる。
- 片眼鏡は眼の周りの肉をすぼめるようにしなければ両手を自由にできない。これは非常に見苦しく、紳士や、まして淑女には真似してほしくない仕草である。
- 両眼鏡の方が見た目の均整が取れている。
- 折りたたんで両のレンズを重ねれば、凹レンズにしろ凸レンズにしろ度の強さを倍することができ、便利である。
- 王妃殿下も両眼鏡をおかけであらせられる。

と説明している。
英語で眼鏡を表すアイグラシズ eyeglasses やグラシズ　glasses は、通常の両眼鏡を指す場合、一本の眼鏡であってもレンズが2枚あることから複数形で使われるが、片眼鏡はレンズが1枚であるからアイグラス eyeglass やグラス glass と単数形になる。シングル・アイグラス single eye-glass またはシングル・グラス single glass と頭にシングルを付けることもあった。
先に述べたように片眼鏡は、その流行期においても、視力矯正器具としてより流行品として使用者から好まれた。現代でも視力矯正器具というより近代ヨーロッパを象徴するレトロ文化の一種と見なされることが多い。21世紀初頭においては、たとえ片目だけの視力矯正が目的であっても、コンタクトレンズや、片方のレンズに度が入っていない眼鏡を使うことがほとんどである。

## 歴史
19世紀のヨーロッパの上流階級で流行した。基本的に片眼鏡を使用するのは男性で、女性がかけることは稀であったが、一部の女性の間では、男性らしい飾り気のないスーツやヒールの低い靴、ステッキとともに殊更に男性的なイメージを狙って片眼鏡をかけることが流行した。1920年のウィメンズ・ウェア・デイリー誌ではこの流行を批判的に報じている。
基本的には貴族階級がかけるものであったが、イギリス等では主人の富を象徴させるため、執事に片眼鏡をかけさせることも流行した。

## 現代日本の片眼鏡
21世紀初頭の日本では若者を中心にコスプレの際に使用されることが殆どであり、実用的ではない。
日本人は眼窩に嵌め込むタイプの物が輪郭の都合で適合しにくいこともあり、コスプレ目的で片眼鏡をかけるならば、両眼鏡の片側が省略してある耳に掛けるタイプのものがよく利用されている。

## フィクションにおける片眼鏡

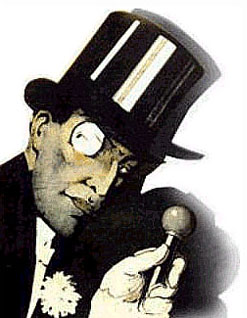
アルセーヌ・ルパンの挿絵

片眼鏡の流行した時代を舞台にしていればもちろんのこと、その他の時代を舞台にしていても、フィクションの登場人物は片眼鏡をかけているものと設定されることがある。元が上流階級における流行なので、ある程度地位のある男性に使われることが多い。特に、紳士のシンボルとしてシルクハットにコート、片眼鏡は定番ともいえる。
ピエールラフィット社から1907年に刊行された小説『怪盗紳士ルパン』にて、本文には片眼鏡を愛用している描写がないものの、表紙絵のアルセーヌ・ルパンに片眼鏡がかけられたことにより、怪盗のイメージとしても定着している。漫画『名たんていカゲマン』の怪人19面相、同じく『まじっく快斗』の怪盗キッドなどがその例である。小説シャーロック・ホームズシリーズのモリアーティ教授も、アニメ『名探偵ホームズ』などでは片眼鏡をかけた姿で映像化されている。アニメ『どうぶつ宝島』に登場する海賊のうち、男爵と称する子分も片眼鏡をかけ、物陰で片眼鏡を光らせる様子や、ヒロインに取引を持ち掛けながら片眼鏡をもてあそぶ様子、ぶつかった際にとっさに片眼鏡に手をやって落下を防ぐ仕草、船倉に落ちていく最中に空中に取り残された片眼鏡を拾うギャグなどが描かれた。
漫画家手塚治虫のスターシステムにおける最古参の一人である花丸博士は、科学者や医師を演じる際に片眼鏡をかけた。アニメ映画『スチームボーイ』では、序盤で老科学者ロイドが片眼鏡をかけ、中盤からはその息子の科学者エディが負傷した頭部に片眼鏡を内蔵した装具を着けるようになる一方でロイドは片眼鏡をかけなくなった。
田中芳樹のスペースオペラ『銀河英雄伝説』に登場した、銀河帝国の軍務尚書エーレンベルク元帥のように、地位の高い軍人が使用している例もある。また、学者の例もあり、『ファイブスター物語』に登場するモラード・カーバイトも当初の設定ではモノクルを使用しており、単行本第2巻（初版）にイラストが掲載されていた。

## 絵文字
ユニコードに定義された中に、片眼鏡をかけた顔の絵文字🧐がある。何かについて疑問に思ったり、懐疑的であったりすることを表す他、洗練された、あるいは独りよがりな知性を示唆する。

## 片眼鏡の著名人
片眼鏡の人物が珍しくなかった時代もあるため、片眼鏡が当時これらの人物の個性と捉えられていたとは限らない。片眼鏡の流行期から大きく外れて片眼鏡をかけていた著名人としては、イギリスの天文愛好家でテレビの天文番組の司会を務めたサー・パトリック・ムーアが挙げられる。

### 歴史上の人物
- ヴェルナー・フォン・フリッチュ
- トリスタン・ツァラ
- ヴァルター・フォン・ライヒェナウ
- ヴィルヘルム・カイテル
- オットー・モーリッツ・ヴァルター・モーデル
- サー・オースティン・チェンバレン
- ジョセフ・チェンバレン
- カール・マルクス
- フリッツ・ラング（映画監督、第一次世界大戦において右目を失明）
- サー・ルイ・ナポレオン・カソール（英語版）(カナダ・ケベックの弁護士・政治家)
- クリス・ユーバンク
- アントニオ・デ・レサマ（スペイン語版）
- アンベラス・ディミトリオス（ロシア語版）
- アンドレス・デ・セグローラ（英語版）
- ハンス・クレープス
- フーゴ・シュペルレ
- フリードリヒ・フォン・ラーベナウ（英語版）
- ディートリヒ・フォン・コルティッツ
- ジギスムント・パイン・ベスト（英語版）
- ポール・ブールジェ
- アンリ＝アルフレッド・ダルジュー
- エドワード・アスキュー・ソザン（英語版）
- ホセ・パブロ・モンカーヨ
- ヨハン・ヘルベルト・フォン・ヘルベルシュタイン（ドイツ語版）
- マリオ・アルバル（スペイン語版）
- モルナール・フェレンツ
- カール・シュトルーフェ（ノルウェー語版）
- ラファエル・ボルダロ・ピニェイロ
- リヒャルト・タウバー
- サミュエル・バーナード（英語版）
- ハンス・フォン・ゼークト
- ハンス・クラーマー
- フェリックス・デュバン
- ジーノ・セヴェリーニ
- ゴドヴィン・フォン・ブルモヴスキ（英語版）
- ジョージ・アーリス
- モーリス・コステロ
- ルイス・デ・モンタルヴォル（ポルトガル語版）
- エーリヒ・フォン・シュトロハイム
- オクターヴ・ユザンヌ（フランス語版）
- ロスリン・ウェミス (初代ウェスター・ウェミス男爵)（英語版）
- アレクサンダー・ローダ・ローダ（ドイツ語版）
- アントニオ・デ・スピノラ（ポルトガル語版）
- ムハンマド・アリー・ジンナー
- サー・ジョン・エルドン・ゴースト（英語版）
- ゲイソン・ゲイソン＝ハーディ (初代クランブルック伯爵)
- ヘンリー・ハーバート (第4代カーナーヴォン伯爵)
- ジョン・ポーレット (第14代ウインチェスター侯爵)（英語版）
- ヘンリー・チャップリン (初代チャップリン子爵)
- アルフォンス・ドーデ

### ギャラリー

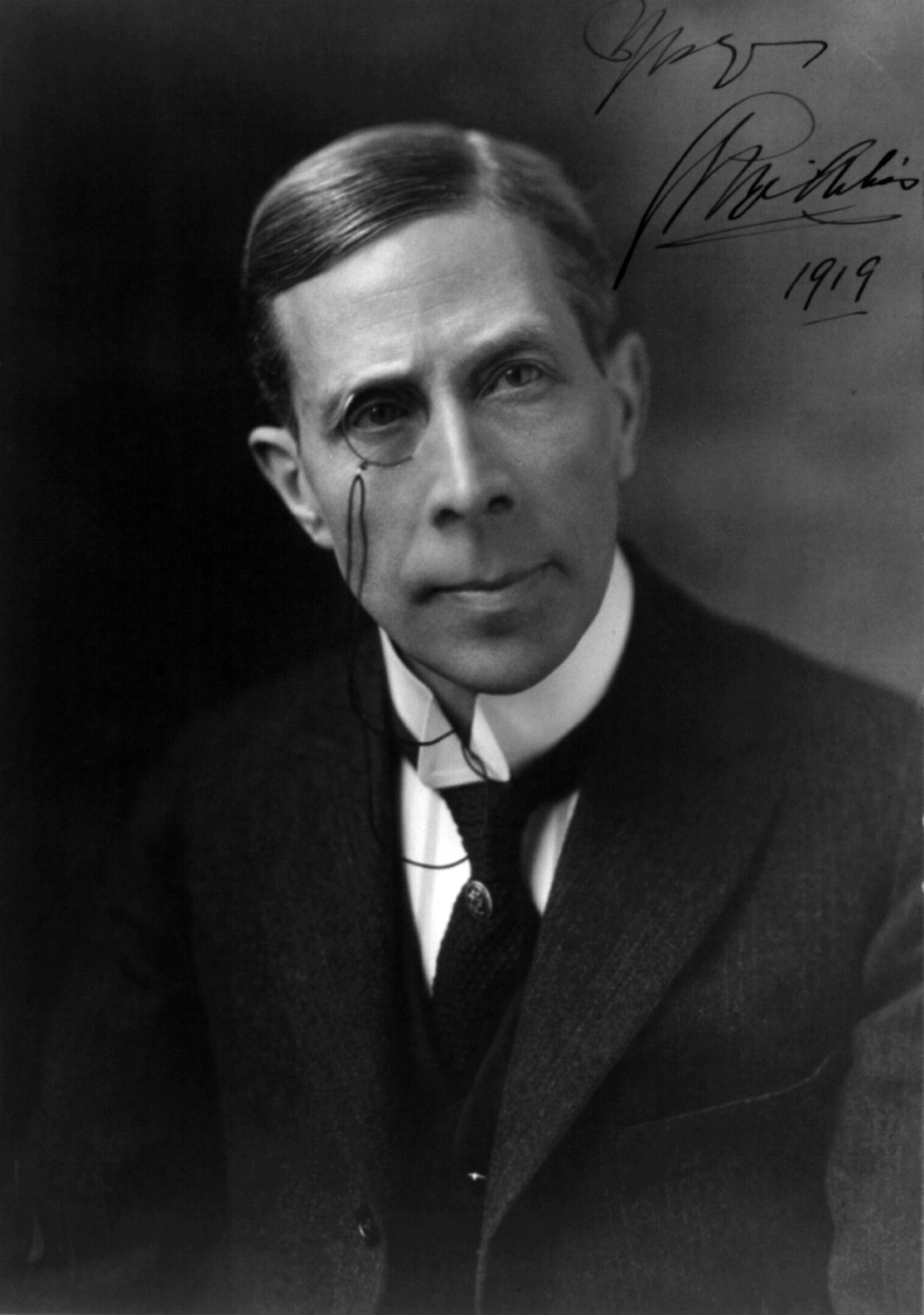
ジョージ・アーリス。金属枠付きタイプ。
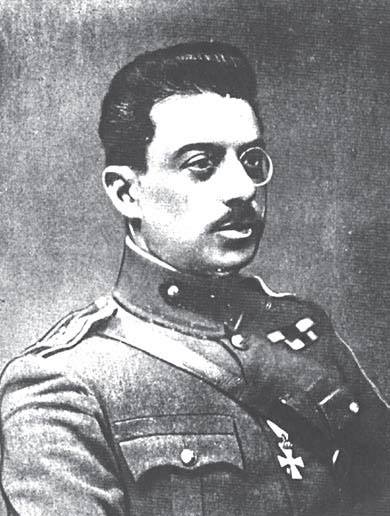
アンベラス・ディミトリオス大佐。
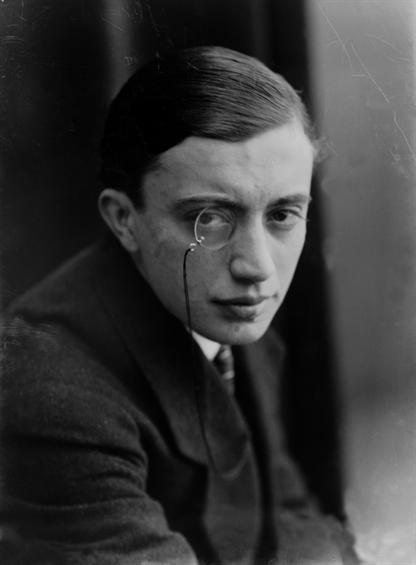
ルイス・デ・モンタルヴォル。フレームレスレンズに紐用金具をつけたもの。
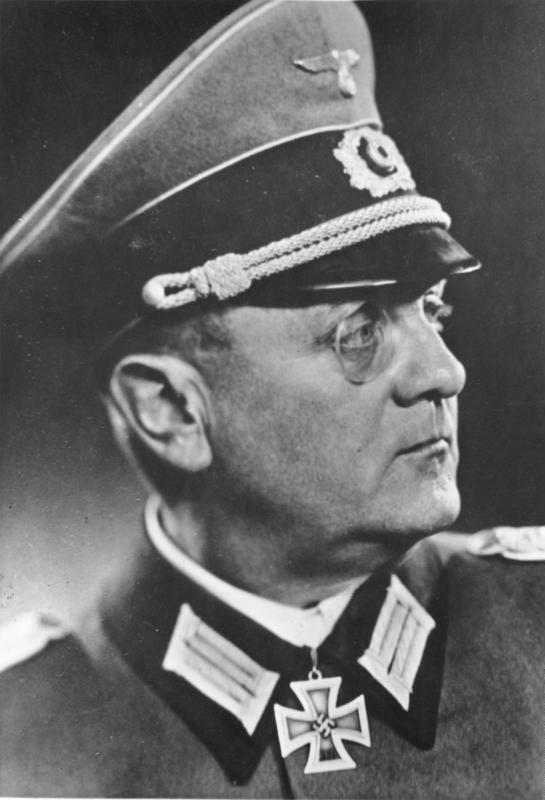
ディートリヒ・フォン・コルティッツ将軍。ドイツ軍の将校にはモノクル愛用者が多い。
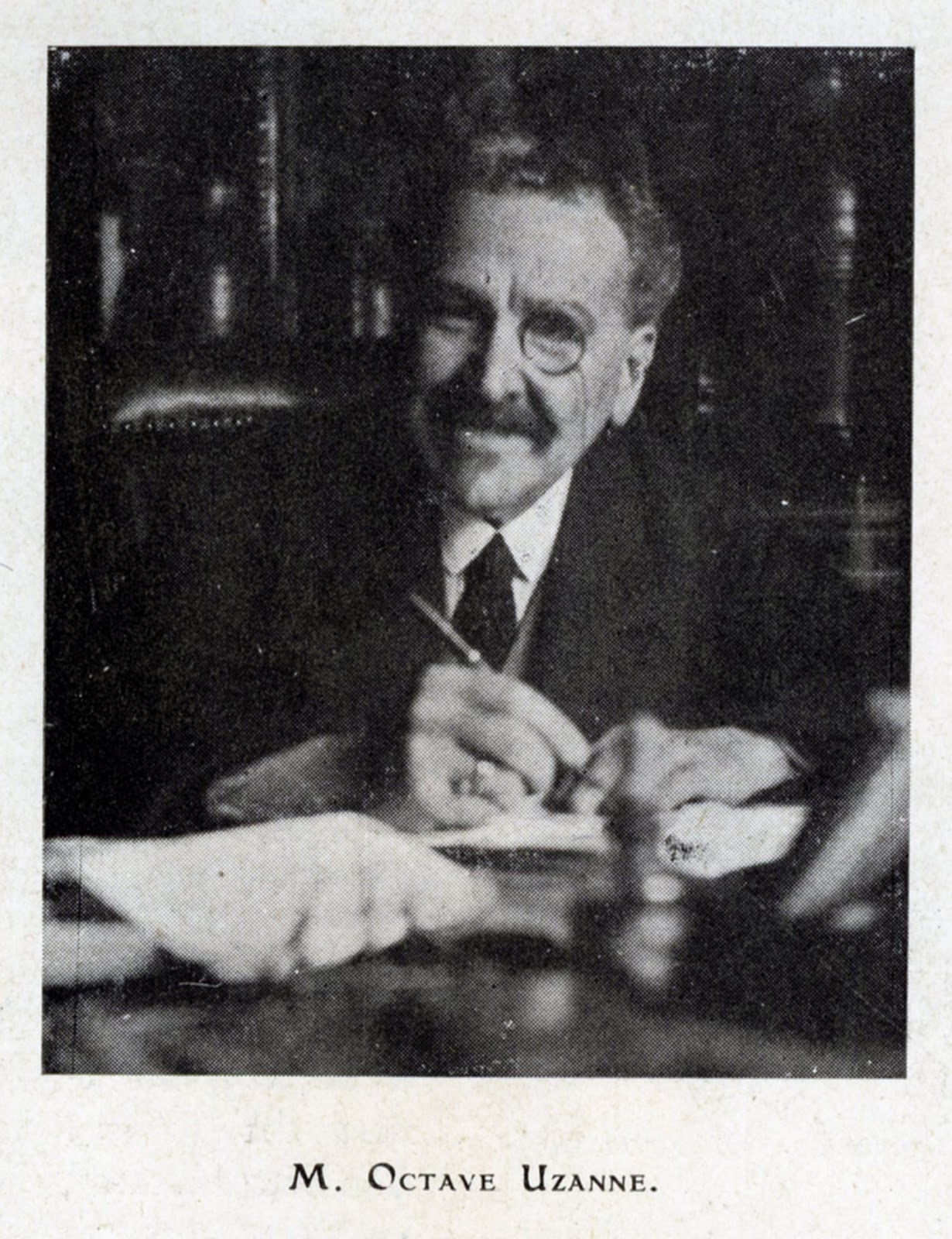
オクターヴ・ユザンヌ。フレーム付きのもの。左目に着用している例。
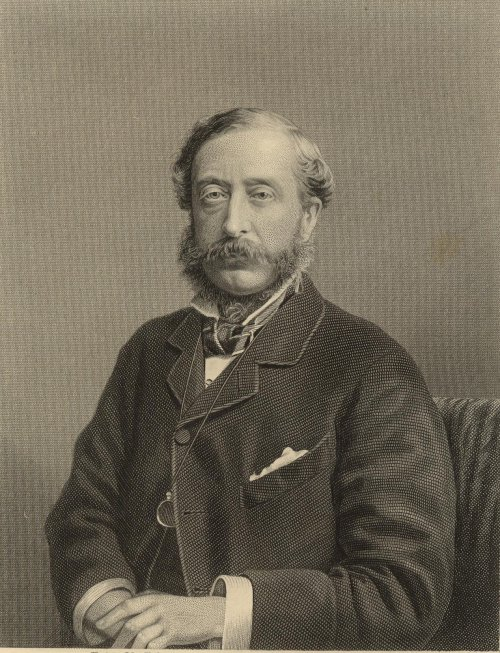
ヘンリー・ハーバート (第4代カーナーヴォン伯爵)。首から紐で下げている。
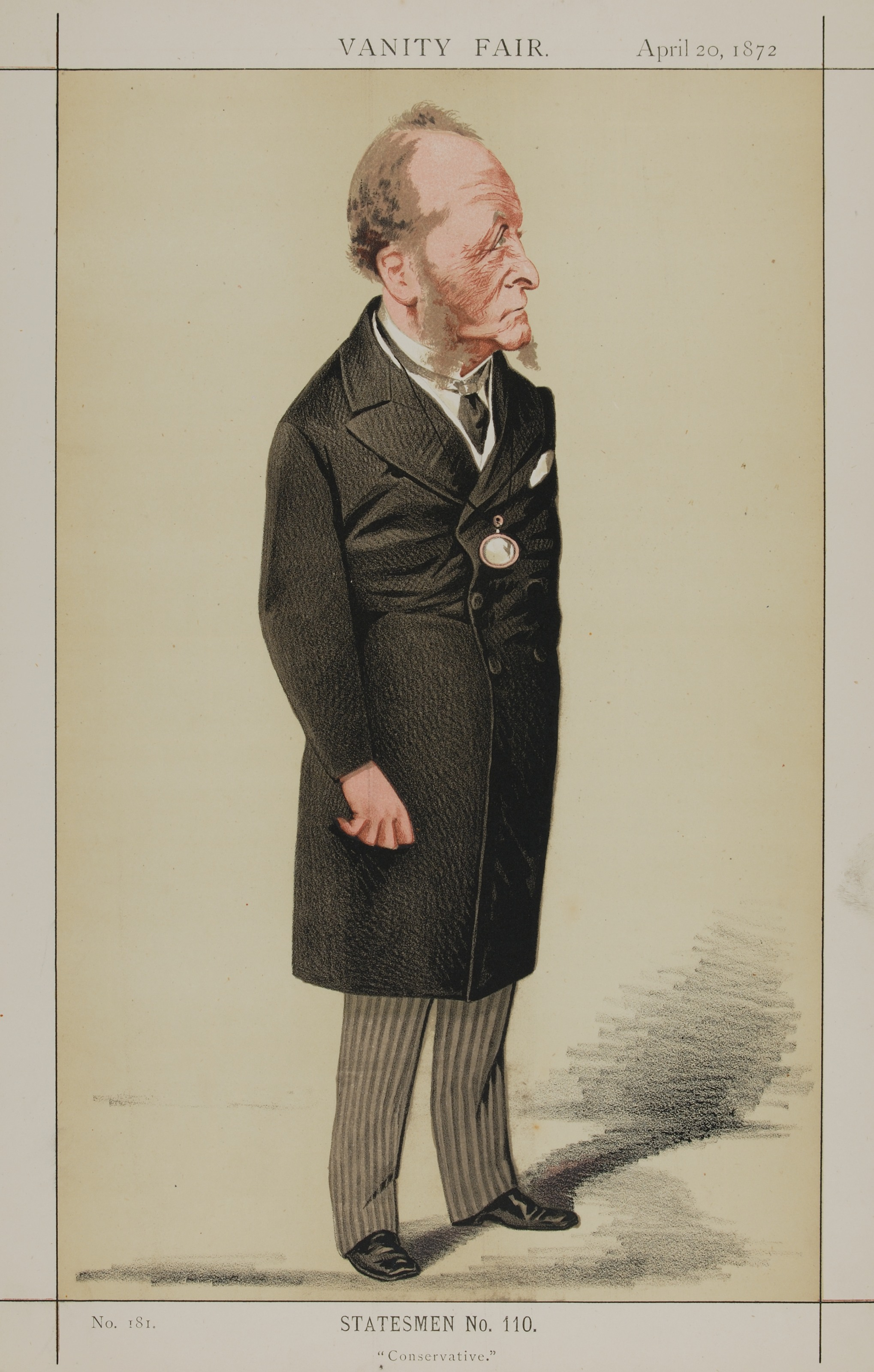
ゲイソン・ゲイソン＝ハーディ(初代クランブルック伯爵)。同じく首から下げている。
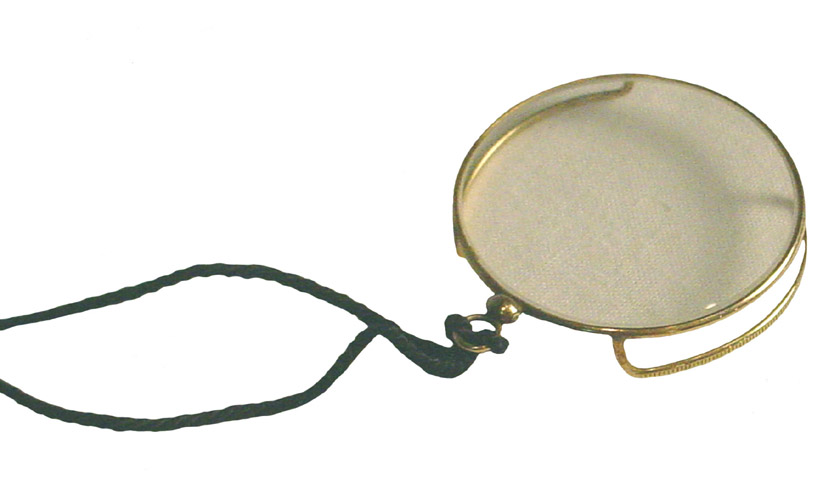
金属フレーム・脚付きのもの
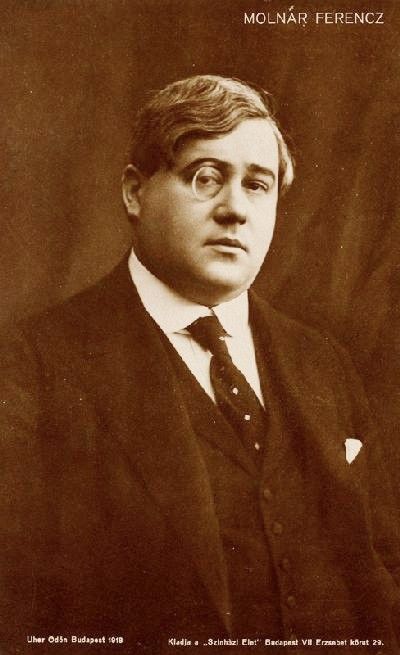
モルナール・フェレンツ
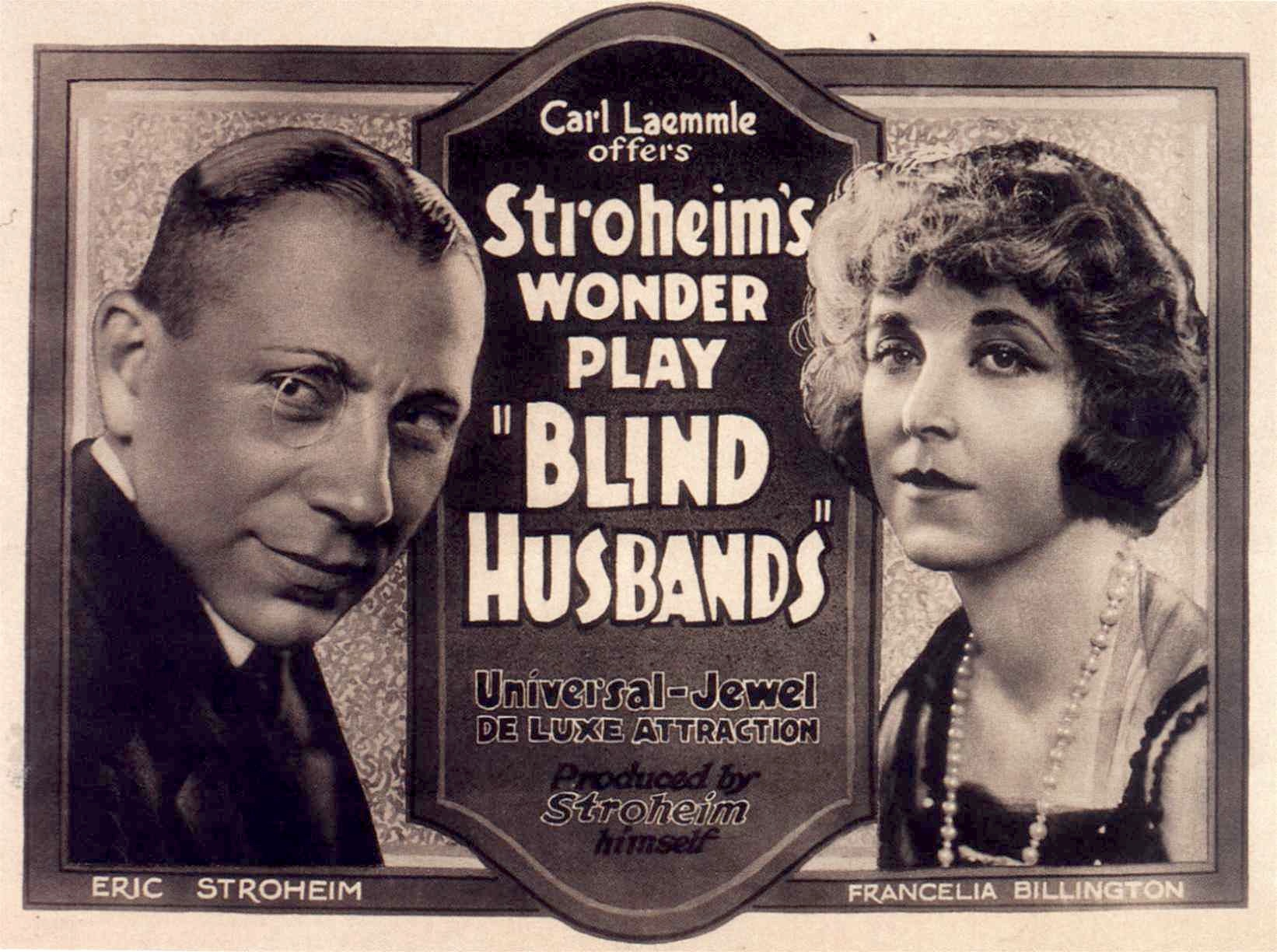
エリッヒ・フォン・シュトロハイム出演映画のポスター
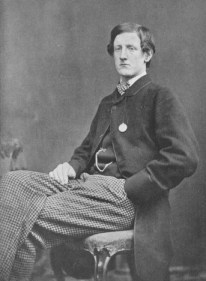
初代チャップリン子爵ヘンリー・チャップリン。首から下げている。本文にあるように、懐中時計の鎖が見えている。
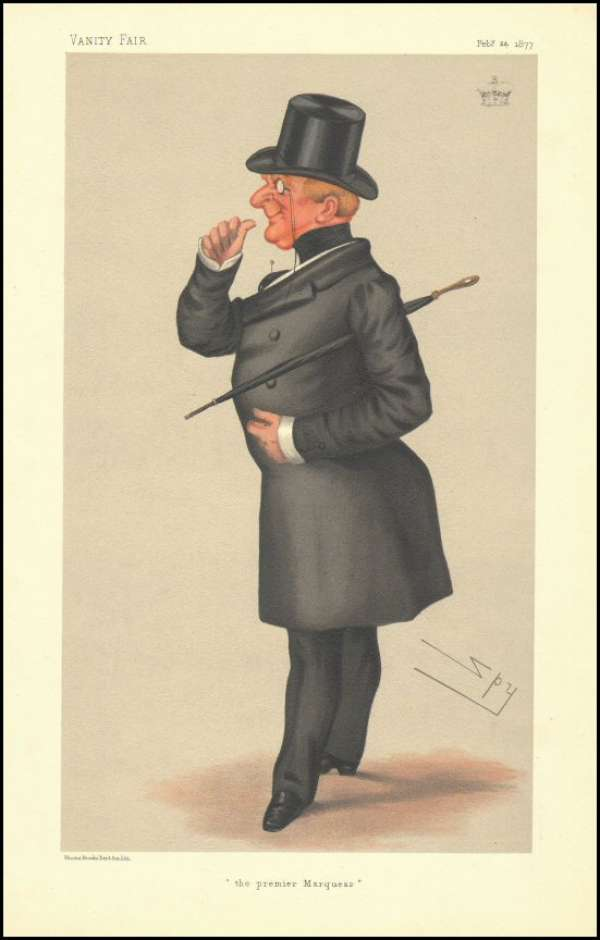
第14代ウィンチェスター侯爵の風刺画